# کارخانه مکانیکی وورونژ
 کارخانه مکانیکی وورونژ (Russian: Воронежский механический завод، ВМЗ) یک کارخانه تولید موتور و ماشین‌آلات سنگین روسی است که در شهر وورونژ، استان ورونژ واقع شده است که بیشتر برای تولید موتورموشک ماهواره‌ها و فضاپیماها شناخته شده‌است. 